# زیدیه

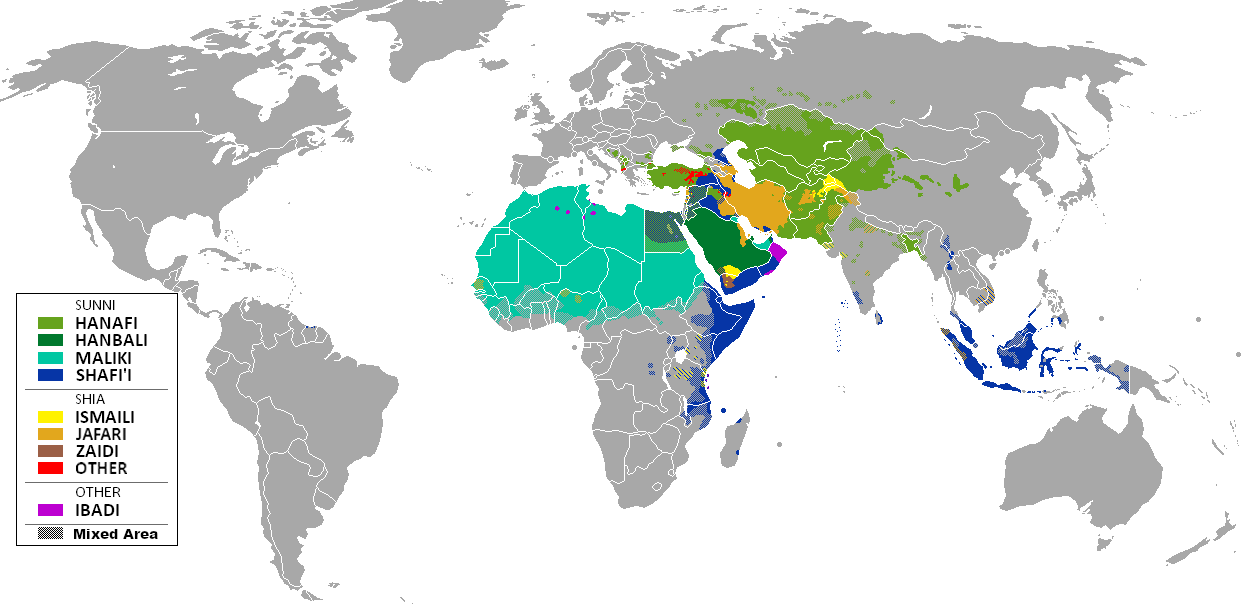
زیدیه امروزه مذهب غالب شمال یمن و جنوب غرب عربستان است.

زیدیه، یکی از فرقه‌های مذهب شیعه است، که نامش از امام چهارم این فرقه، یعنی زید بن علی گرفته شده‌است. زیدیه برخلاف شیعه دوازده‌امامی، زید بن علی را به‌جای پدرش علی بن حسین، امام می‌دانند و در امامت علی بن ابی طالب، حسن بن علی، حسین بن علی، با دیگر شیعیان هم‌نظر هستند.
از نظر تاریخی زیدیه به فرقه های مختلفی (المطرفیه، سالمیه، القاسمیه، المؤیدیه، الصالحیه، بتریه، سلیمانیه، ناصریه، الجارودیه، حریریه، الهادویه...) گفته شده است که همگی ایده قیام علیه حاکم ظالم را در پیش گرفته‌اند و تنها فرقه هادویه در شمال یمن باقی مانده است.

## تاریخ

### مرحله اولیه در کوفه
در ابتدا زیدیه در نتیجه ادغام دو جریان تشیع کوفی؛ جارودیه و بطریه شکل گرفت. جارودیه به نام جارود زیاد بن منذر یکی از یاران سابق محمد باقر، برادر زید، نامگذاری شده که وقتی بیشتر پیروان باقر از گرد او پراکنده شده بودند. حامی قیام او بود. آنان برخی عناصر رادیکال تعالیم باقر را به زیدیه آوردند. آنان امامت سه خلیفه پیش از علی را رد کردند و بر این اعتقاد بودند که پیغمبر علی را به عنوان وصی و جانشین خود تعیین کرده‌است. آنان با محکوم کردن اکثریت صحابه و جامعه اسلامی به دلیل تنها گذاشتن امام برحق، سنت حقوقی نقل شده توسط سنت مداران سنی را نفی کرده و انتقال قوانین مذهبی را تنها از طریق آل پیامبر مشروع می‌دانستند. آنان در تضاد با امامیه اقتدار تعلیم حقوقی را منحصر به امام نمی‌دانستند ولی در اصول تعالیم هر یک از اهل بیت را شایان یادگیری مذهبی می‌دانستند. بطریه در ابتدا گروهی از شیعیان میانه‌رویی بودند، که نسبت به برخی تعالیم باقر نقد داشتند و او را امام خود نمی‌دانستند. آنان علی را عالیترین مسلمان پس از پیامبر می‌دانستند ولی عموماً امامت پیشینانش را تأیید می‌کردند زیرا او تابع آنان بود. آنان برای آل پیامبر هیچ دانش مافوقی قائل نبودند ولی دانش مذهبی رسیده به دست جامعه مسلمان را معتبر می‌دانستند و اجازه اجتهاد به رأی و قیاس را می‌دادند. بطریه بخشی از جنبش کلی سنت‌گرای کوفی بود. با جذب شدن سنت‌گرایی کوفی در تسنن در قرن سوم هجری، دیدگاه‌های جارودیه در بین زیدیه غالب شد.
در ابتدا امامت مشروع منحصر به بازماندگان علی نبود. پیش از سقوط خلافت اموی، زیدیان کوفی از عبدالله بن معاویه، از بازماندگان جعفر برادر علی، پشتیبانی می‌کردند. در قرن چهارم هجری، هنوز گروهی از زیدیان به نام طالبیه وجود داشت که همهٔ بازماندگان ابوطالب، پدر علی، را شایستهٔ امامت می‌دانستند. به هر روی، اکثریت تنها بازماندگان حسن و حسین را مدعیانی مشروع می‌دانستند. بنا بر آموزهٔ رایج زیدی، سه امام اول، طبق نص پیامبر امام بودند. پس از حسین، قانوناً امامت از طریق قیام مسلحانه (خروج) و دعوت به بیعت (فراخوان رسمی) از سوی یک نامزد شایسته ادامه می‌یافت. در بین شرایط، روی دانش مذهبی تأکید می‌شد. بسیاری از ائمهٔ زیدی در گذر قرون دانشوران و مؤلفین بسیار تحصیل کرده بودند. به هر روی آنان، عموماً از گناه و اشتباه معصوم شمرده نمی‌شدند، گرچه برخی از ائمهٔ اخیر زیدی همچون سه امام اول دارای چنان عصمتی دانسته می‌شدند.
زیدیان کوفی در خداشناسی جبرگرا و شدیداً مخالف قادریه و معتزله بودند، گرچه به برخی مسئولیت‌های انسان در قبال اعمالش معترف بودند. آنان مخالف قائل شدن جنبه انسانی برای خدا بودند، ولی به واقعیت صفات خدا، در برابر فروکاستن آن‌ها به توصیفات ماهیت الهی از سوی معتزله، اعتقاد داشتند. آنان آموزه ذات خلق شده بودن قرآن را رد می‌کردند، ولی بر باور یکی بودن ابدی آن با خدا اصرار نمی‌کردند. آنان بر خلاف آموزهٔ مرجعی، آموزش می‌دادند که کارها بخشی از ایمانند. مانند عبادیه، فاسق را به دلیل ناسپاسی (کافر نما) بی ایمان می‌دانستند نه به دلیل شرک یا جحود (انکار خدا). سرزمین زیر سلطهٔ سنی را دار کافرنما می‌دانستند. این به آن‌ها اجازه می‌داد هم چون اباضیه، ضمن توجیه شورش خود علیه نظم موجود به ارتباط صلح‌آمیز با دیگر مسلمانان ادامه دهند.
در فقه زیدیه اولاً به تعالیم بسیاری از بلندپایگان علوی، از جمله محمد الباقر، جعفر الصادق، زید بن علی و محمد نفس الزکیه و گاهی به ادعاهای اجماع در خانوادهٔ پیامبر اقتدا می‌کردند. در قرن سوم هجری، چهار مکتب فقهی بر پایهٔ تعالیم احمد بن عیسی بن زید، القاسم بن ابراهیم الرسی، الحسن بن یحیی بن الحسین بن زید و محمد بن منصور المرادی ظهور کردند. ابوعبدالله العلوی در کتاب الجامع الکافی خود اینها را مقامات زیدیان کوفی در عصر خود توصیف می‌کند.
از جمله قیام‌های بی‌ثمر زیدیان کوفی، قیام محمد النفس الزکیه و برادرش ابراهیم در ۱۴۵ هجری، حسین بن الصاحب فخ در ۱۶۹، یحیی بن عبدالله در ۱۷۶، محمد بن ابراهیم الطباطبا در ۱۹۹، محمد بن القاسم صاحب الطالقان در ۲۱۹، و یحیی بن عمر بن یحیی در ۲۵۰ بود. زان پس، فعالیت زیدی به‌طور موفقیت آمیزی به مناطق دوردست کوهستانی در جنوب دریای خزر و در یمن، که به سرپیچی از فرمان دولت مرکزی گرایش داشت، منتقل شد.
زیدیه دو بار در تاریخ به قدرت رسیدند یکی در طبرستان و دیلمان و گیلان از حدود ۲۵۰ ه‍.ق که داعی کبیر حکومت علویان طبرستان را تأسیس کرد تا حدود سال ۵۲۰ ه‍.ق و دیگری در یمن که یحیی بن حسین در حدود سال ۲۹۸ آن را تصرف کرد و تا دوران معاصر برای تصاحب قدرت سیاسی در این منطقه با خلفای مصر و خلفای عثمانی رقابت داشتند.

### زیدیه در طبرستان
پس از پیروزی خلافت عباسی در سرکوب شورش طبرستان و مازیار، در سال ۲۵۰ هجری حسن بن زید، پیرو زیدیه، به دعوت عبدالله پادوسپانی به غرب مازندران آمده و در چالوس نخستین حکومت شیعی ایران را به نام علویان طبرستان تأسیس نمود. این حکومت سراسر طبرستان و مناطق پیرامون آن را فرا گرفت و موجب زیدی شدن هر چه بیشتر اهالی طبرستان و گیلان شد. تا دورهٔ صفویان، مذهب زیدیه در بخش‌هایی از این مناطق باقی مانده بود، خان احمد خان واپسین گروه زیدیان دیلم را قتل‌عام کرد.

### زیدیه در یمن
در ۲۸۴ هجری توسط الهادی الی الحق، نوهٔ قاسم بن ابراهیم، که از سوی قبایل محلی به امید حل اختلافاتشان دعوت شده بود، تأسیس شد. گرچه از زمان ظهور اسلام گرایش‌های شیعی در بخش‌هایی از اسلام ظهور کرده بود، شواهد اندکی از فعالیت خاص زیدی پیش از ورود او وجود دارد. الهادی پایتخت خود را در صعده قرار داد. او و پسرانش محمد المرتضی و احمد الناصر الدین الله، که هر دو بعدتر به عنوان امام شناخته شدند، در مسجد جامع آنجا به خاک سپرده شدند، و صعده زان پس به عنوان پایگاه مستحکم ایمان و آموزش زیدی در یمن باقی مانده‌است. تعالیم الهادی در شریعت، که در کتاب الاحکام و کتاب المنتخب او نوشته شده، مبتنی بر تعالیم پدربزرگش قاسم بود ولی مواضع شیعی تری اتخاذ کرد، مثلاً در خصوص شیوهٔ شیعی فراخوانی به نماز. مکتب فقهی هادویه در بین زیدیان یمن تنها مکتب مورد پیروی شده‌است. در خداشناسی آموزهٔ او نزدیک به مکتب معاصر بغداد در معتزله است، ولی او توافق خود با آن را صریحاً اعلام نکرد. در خصوص امامت او موضع جارودی داشت، ابوبکر و عمر را به روشنی به عنوان غاصب محکوم می‌کرد.

## جغرافیا
در دوران معاصر مهم‌ترین سکونتگاه زیدیان کشور یمن و عربستان است که حدود ۴۰٪ جمعیت یمن را شیعیان زیدی تشکیل می‌دهند.جمعیت تخمینی زیدیان جهان بیش از ۱۱ میلیون نفر است.

## احکام
در عبادات زیدیان در بعضی از مسائل که مایه تمایز شیعه و سنی است روش شیعه را دارند مانند «حی علی خیر العمل» گفتن در اذان و پنج بار تکبیر گفتن در نماز میت. از احکام متفاوت آنان با دوازده امامی‌ها این است که زناشویی با غیر زیدی و ازدواج موقت را جایز نمی‌دانند.

## امامت
اختلاف‌های مهم زیدیان و دوازده‌امامی‌ها این است که به عصمت امامان معتقد نیستند و معتقدند هر یک از فرزندان حسن و حسین می‌تواند به مقام امامت برسد. پس امامت را ارثی نمی‌دانند. همچنین معتقدند امام باید قادر به جنگ و دفاع باشد بنابراین امامت کودک و امام غایب را نمی‌پذیرند. مهم‌ترین شرط امامت را کوشش شخص دانسته و وجود بیش از یک امام در یک زمان و نبودن امام در زمانی دیگر را می‌پذیرند.
شیخ مفید در مورد زیدیه چنین آورده‌است: «زیدیه به امامت علی، حسن، حسین و زید بن علی قائل هستند و نیز به امامت هر فاطمی‌ای که به خود دعوت کند و در ظاهر، عادل و اهل علم، شجاعت باشد و با او بر شمشیر کشیدن برای جهاد بیعت شود.» در کتاب التحف شرح الزلف، پس از شمردن محمد بن عبدالله، علی بن ابی طالب، حسن بن علی، حسین بن علی، علی بن حسین و زید بن علی، تا بیش از ۱۱۰ امام برای زیدیه، شمرده شده‌است.

## غیبت
زیدیان اعتقادی به غیبت ندارند و نزد ایشان هر کسی که از فرزندان حسن یا حسین باشد می‌تواند به امامت برسد. امام باید حاضر باشد، در برابر ظلم و بی‌عدالتی قیام کند و به شکل ظاهر و مرئی حکومت کند و عدل را جاری سازد.

## اصطلاح رافضی
منابع غیر زیدی بیان می کنند که رافضی اصطلاحی بود که، زید در مورد کسانی که در آخرین ساعات زندگی او را به دلیل امتناع او از توهین به دو خلیفه ابوبکر و عمر ترک کردند به کار برد. زید به سختی روافض را که او را ترک کرده‌اند سرزنش کرد و این نام را سلفی‌ها تا امروز برای اشاره به شیعیان دوازده امامی به کار می‌برند.
گروهی از سرانشان در حضور زید جمع شدند و گفتند: خدا تو را رحمت کند، درباره ابوبکر و عمر چه می گویی؟ زید گفت: «نشنیده‌ام که احدی از خانواده‌ام از آن دو چشم پوشی کند و جز نیکی درباره آن‌ها سخنی نگوید، هنگامی که حکومت به آنها سپرده شد، با مردم به عدالت رفتار کردند و به قرآن و سنت عمل کردند». 

## یادداشت
1. ↑  در مورد امامت امام سجاد(ع) در متون کهن زیدیه اتفاق وجود دارد اما برخی از علمای معاصر زیدیه از امام سجاد به عنوان داعی(مقامی پایین تر از امام) نام برده‌اند و از حسن مثنی به عنوان امام در فاصله زمانیِ پس از شهادت امام حسین تا امامت زید بن علی یاد کرده‌اند.(ر.ک:حسینی جلالی، جهاد الامام السجاد، ۱۴۱۸ق، ص۳۰ و ۳۱.)